# Domkirken i Rouen
Rouens Katedral (fransk: Cathédrale primatiale Notre-Dame de l'Assomption de Rouen) er en katolsk kirke i Rouen, Normandiet, Frankrig. Det er sædet for ærkebiskoppen af Rouen, ærkebiskop af Normandiet. Den er berømt for sine tre tårne, hver i sin stil. Katedralen, opført og ombygget over en periode på mere end otte hundrede år, har træk fra tidlig til sen gotisk stil og renæssancestil. Det har også en plads i kunsthistorien som genstand for en række impressionistiske malerier af Claude Monet.

## Historie

### De første kirker
Kristendommen blev etableret i Rouen omkring år 260 af Saint Mellonius, som blev den første biskop. Den første kirke menes at have ligget under eller tæt på den nuværende katedral. I år 395 blev der på samme sted bygget en stor treskibet basilika. I 755 etablerede ærkebiskoppen Remigius, søn af den frankiske statsmand og hærleder Karl Martell, katedralens første kapitel og opførte flere gårde og bygninger omkring kirken, herunder et palads til ærkebiskoppen.
Katedralen blev udvidet af Sankt Ouen i år 650 og besøgt af Karl den Store i 769. Men i tiden efter år 841 led katedralkomplekset alvorligt skade som følge af en række vikingetogter.
Vikingelederen Rollo blev den første hertug af hertugdømmet Normandiet og blev døbt i den karolingiske katedral i år 915 og begravet der i 932. Hans barnebarn, Richard 1. af Normandiet, udvidede den yderligere i 950.
I 1020'erne begyndte ærkebiskoppen Robert at genopbygge kirken i romansk stil, først med et nyt kor, krypt og koromgang og derefter et nyt tværskib. Den romanske katedral blev indviet af ærkebiskoppen Maurille den 1. oktober 1063 i nærværelse af hertug Vilhelm, få år før hans erobring af England.

### Den gotiske katedral
Ideen om om ombygningen af katedralen i den nye gotiske stil blev først fremsat af ærkebiskoppen af Rouen, Hugues af Amiens, som i 1144 havde overværet indvielsen af Saint-Denis basilikaen, det første gotiske bygningsværk, hvor vægten var lagt på at fylde det indre med lys. I 1145 begyndte han at bygge et tårn, nu kaldet Tour Saint-Roman, i den nye gotiske stil.
En fuldstændig ombygning af katedralen blev påbegyndt af hans efterfølger, Gautier den Storslåede. I 1185 nedrev han det romanske kirkeskib og begyndte opførelsen af den vestlige ende af katedralen. Han havde færdiggjort vestfacaden og de første tværbjælker, da arbejdet blev afbrudt af en større brand påskeaften år 1200, som ødelagde en stor del af byen og alvorligt beskadigede den ufærdige kirkebygning og dens inventar. Gautier fik hurtigt repareret skaderne og arbejdet genoptaget, som blev ledet af hans murermester, Jean d'Andeli. Kirkeskibet var tilstrækkeligt færdigbygget i år 1204 til, at kong Filip 2. af Frankrig kunne blive modtaget der for at fejre annekteringen af Normandiet til Kongeriget Frankrig. I 1207 var hovedalteret på plads i koret.
Den første arkitektoniske tilføjelse til den nye kirke var en række små kapeller mellem støttepillerne på skibets nord- og sydside, ønsket af byens fremtrædende religiøse broderskaber og selskaber. I 1280 blev de omkringliggende rum og bygninger ændret for at gøre plads til opførelsen af portaler på den nordlige og sydlige tværarm. Den næste tilføjelse blev påbegyndt i 1302 og var en reaktion på Jomfru Marias voksende rolle i kirkelæren: Det lille aksekapel i den østlige ende af apsis blev erstattet af et meget større kapel tilegnet hende. Vestfacaden fik også ny udsmykning mellem 1370 og 1450.
I 1468 blev en meget dekorativ ny top, lavet af jern og dækket med stenfliser, i sengotisk stil føjet til Tour Saint-Romain.

### 1500-tallet – Overgang og renæssancen
Kardinal og ærkebiskop Georges d'Amboise (1494-1510) havde stor indflydelse på kirkens arkitektur. Han indarbejdede nye renæssancetræk i det gotiske design, som han havde gjort i sin egen residens, Château de Gaillon. Det første store projekt i perioden var et nyt tårn til at matche det gamle Tour Saint-Romain, opført næsten tre århundreder tidligere. Arbejdet med tårnet var påbegyndt i 1488 under bygmester Guillaume Pontifs, men under kardinal d'Amboise blev projektet i 1496 overtaget af Jacques Le Roux, som havde en mere ambitiøs plan med et renæssancepræg. Paven bemyndigede kardinal d'Amboise til at give dispensation til at indtage mælk og smør i fasten mod at yde et bidrag til tårnet. Det nye tårn fik snart øgenavnet Smørtårnet, selvom de indsamlede penge kun havde betalt en del af omkostningerne.
- Kardinal Georges d'Amboise følger efter Ludvig 12. af Frankrig (1503)
- Rouen og katedralen i 1525, fra "Livre des Fontaines" af Jacques Le Lieur.

Mens det nye tårn blev bygget, viste katedralens vestfacade svagheder og begyndte at hælde. Kardinal d'Amboise beordrede den fuldstændig genopbygget. Dette blev udført af bygmester Rouilland Le Roux, nevø til Jacques Le Roux, i en overdådigt udsmykket sengotisk stil med hundredvis af skulpturer i portalernes buer og nicher. For at stabilisere den nye facade tilføjede han to massive støttepiller, også rigt dekoreret med skulpturer. Ud over disse ændringer i katedralen rekonstruerede og dekorerede kardinalen og hans arkitekt ærkebiskoppens palads i nærheden og tilføjede en ny receptionshal, gallerier, haver og springvand.
I 1514 styrtede katedralens blybeklædte katedralens træspir ned over lanternetårnet. Det blev inden for få måneder udskiftet med et nyt i nøjagtig samme form og af de samme materialer.

### 1600–1700-tallet
- Katedralen i 1664

I slutningen af det 16. århundrede blev katedralen stærkt beskadiget under De franske religionskrige: I 1562 angreb calvinister katedralens inventar, grave, glasmosaikvinduer og statuer. Katedralen blev igen ramt af lyn i 1625 og 1642, derefter beskadiget af en orkan i 1683.
I 1796 under den franske revolution blev katedralen nationaliseret af den nye revolutionære regering og gjorde den for en tid til Fornuftens Tempel. Noget af inventaret og nogle skulpturer blev solgt, og kapelgitteret blev smeltet om for at lave kanoner.

### 1800-tallet
- Katedralen i 1822 med renæssancespir

I 1822 startede et lyn en brand, der ødelagde det centrale tårns træ- og blyrenæssancespir. Arkitekten Jean-Antoine Alavoine foreslog at erstatte det med et nyt spir lavet af støbejern. Ideen om et jernspir var yderst kontroversie. Romanforfatteren Gustave Flaubert fordømte det som "en metalarbejders drøm i et delirium." Det nye spir, 151 meter højt, blev først færdiggjort i 1882. I en kort periode, fra 1876 til 1880, gjorde spiret Rouen-katedralen til verdens højeste bygning, indtil færdiggørelsen af Kölner Dom.

### 1900-tallet
I 1905 blev katedralen efter vedtagelsen af loven om adskillelse af kirke og stat den franske stats ejendom, som derefter gav den katolske kirke dens eksklusive brug af katedralen.
I begyndelsen af Anden Verdenskrig i 1939 beskyttede katedralens myndigheder katedralens skulpturer med sandsække, idet de huskede skaderne på franske katedraler under Første Verdenskrig. Man fjernede også de gamle glasmosaikker og transporterede det til steder langt fra byen. Ikke desto mindre blev katedralen i ugerne op til D-dag ramt to gange af allierede bomber. I april 1944 ramte syv bomber, der blev nedkastet af det britiske Royal Air Force, bygningen, og ramte lige præcis ikke en bærende søjle i lanternetårnet og beskadigede meget af det sydlige kirkeskib og ødelagde to vinduer. I juni 1944, et par dage før D-dag, satte bomber nedkastet af US Army Air Force ild til Tour Saint-Romain. Klokkerne smeltede og efterlod smeltede rester på gulvet.
Efter Anden Verdenskrig begyndte en større restaureringsarbejde for at reparere krigsskader, og det afsluttedes i 1956. Derefter begyndte et nyt projekt med at konsolidere bygningsværket og genindsætte statuerne på vestfacaden, herunder at sætte fire statuer tilbage, der var blevet flyttet andre steder hen. I 2016 blev projektet afsluttet, og stilladset, som havde dækket store dele af katedralen i et halvt århundrede, blev endelig fjernet.
Forud for genåbningen af katedralen i 1956 fik koret, der var blevet beskadiget af bomber under krigen, en væsentlig fornyelse. Dette omfattede et nyt højalter med en rokokostatue af Kristus fra det 18. århundrede, samt nye korskærme, en ny bispestol og et nyt nadverbord og prædikestol af støbejern og forgyldt kobber.
Fra 1985 og frem er der blevet udført udgravninger under kirken og dens omgivelser, som har afsløret rester af de tidligere palaeokristne bygninger og fundamenter af den karolingiske katedral.
I 1999 blev katedralen beskadiget under cyklonen Lothars hærgen, da et 26 tons tungt kobberbeklædt trætårn brød løs fra tårnet og faldt delvist ned i kirken og beskadigede koret.
- ca. 260 - Saint Mellonius registreret som den første biskop af Rouen[10]
- ca. 396 - Biskop Sankt Victricius bygger den første basilika
- 769 - Karl den Store er tilstede i katedralen til påske
- 1063 - Romansk katedral indviet
- 1145 - Rekonstruktion af Tour Saint-Romain i gotisk stil begynder[10]
- 1200 - Påskedag forårsager en brand stor skade på katedralens indre
- 1207 - Hovedalter stod færdig
- 1214 - Arbejde i gang på aksialt kapel
- ca. 1247 - Gotisk katedral færdig
- ca. 1270 - Kapeller i transept færdigbygget
- 1280 - Opførelse af portaler til tværskib påbegyndt
- 1302 - Arbejdet begynder på Jomfrukapellet[10]
- 1370 - Rosetvindue på vestfacade påbegyndt
- 1478 - Færdiggørelse af det øverste etager af Tour Saint-Romain
- 1479 - Kapitlets bibliotek færdiggjort
- 1484 - Våbenhuset til Bibliotekerne færdigbygget
- 1485-1506 - Opførelse af Smørtårnet
- 1508 - Restaurering af vestfacaden begynder med tilføjelse af overdådig sengotisk dekoration
- 1514 - Det gotiske spir kaldet "La Grêle" oven på klokketårnet brænder og bliver hurtigt genopbygget i samme stil[10]
- 1562 - Katedralen plyndret af protestanter under De franske religionskrige
- 1683 - En orkan forårsager stor skade på katedralen
- 1796 - Den franske revolution forvandler kortvarigt katedralen til et "Fornuftens tempel"
- 1822 - En brand ødelægger det skrøbelige renæssancespir
- 1884 - Spiret erstattes af en ny version lavet af støbejern og kobber[10]
- April og juni 1944 - Katedralen beskadiget af allierede luftbombninger forud for landgangen i Normandiet
- 1980'erne - Færdiggørelse af restaurering af skader fra 2. Verdenskrig[14]
- 26. december 1999 - Kraftig vind får et kobber- og trætårn til at falde gennem korets hvælvinger[10]

## Ydre

### Vestfacaden
- Vestfacaden
- Portalerne og skulpturgallerierne
- Notre-Dame portalen

Katedralens vestfacade med dens tre portaler er den traditionelle indgang til katedralen. Portalerne er på linje med skibets tre gange. Vestfacaden blev først bygget i det 12. århundrede, fuldstændig ombygget i det 13. århundrede, og derefter totalt ombygget igen i slutningen af det 14. århundrede. Hver gang er den blevet mere overdådigt dekoreret.
- Detaljer fra Notre-Dame portalen
- Detalje fra Sankt Stefan portalen
- Detalje af Sankt Johnannes portalen
- Skulpturer af apostle på nordstøtten

### Tour Saint-Romain
- Tour Saint-Romain
- Toppen af Tour Saint-Romain
- Kapital i en søjle i Tour Saint-Romain

Saint-Romain-tårnet, til venstre når man ser mod vestfacaden, blev påbegyndt i 1145 som en del af den oprindelige gotiske katedral. Den mere dekorative top på tårnet blev tilføjet i det 15. århundrede. Ligesom Smørtårnet på højre side er det adskilt fra og lidt bagved vestfrontens hovedblok. Underetagen har ingen vinduer og indeholder dåbskapellet. Ovenover er et højt hvælvet rum med fire niveauer af karnapper, toppet af et flot udsmykket klokketårn. Dette indeholder den største katedralklokke, ved navn Jeanne d'Arc, som vejer 9,5 tons. Det huser også de fireogtres mindre klokker, som blev restaureret i 2016. Det er det næststørste klokkespil i Frankrig. Tårnets tag er dekoreret med skulpturer af fire små sole, lavet i forgyldt bly.

### Smørtårnet
- Skulptur på Smørtårnet
- Smørtårnet
- Toppen af Smørtårnet
- Skulptur og gargoilerpå Smørtårnet

Smørtårnet blev opført mellem 1488 og 1506 i en sengotisk flamboyant stil. Det fik sit populære navn, fordi donorer til tårnet fik dispensation til at indtage smør og mælk i fasten. Øverst bliver tårnets firkantede plan til en ottekant, med en udsmykket stenkrone.
En klokke til smørtårnet, navngivet Georges d'Amboise til ære for kardinalen, blev færdiggjort i 1501. Den revnede i 1786 og blev smeltet om under Den franske revolution.

### Lanternetårn og spir
- Spiret og clochetonerne, set fra Rouen-operaen
- Toppen af Flèche

Et centralt lanternetårn over tværskibet er en tradition for gotisk arkitektur i Normandiet. Lanternetårnet med dets spir er placeret over tværskibet, næsten i centrum af katedralen, og er 151 meter højt, det højeste af de tre tårne. De to første niveauer af lanternetårnet blev bygget i det 13. århundrede. Det oprindelige gotiske spir blev ødelagt af brand i 1514 og genopbygget i 1544 i træ og ledet af bygmesteren Robert Becquet. Den næste bygmester, Rouland Le Roux, konsoliderede de to første niveauer af lanternetårnet og tilføjede en flamboyant dekoration og skulpturer. 

En anden brand i 1822 ødelagde bly- og træspiret, som derefter efter megen kontrovers blev erstattet af arkitekten Jean-Antoine Alavoine med et tårn af jern og kobber, færdig i 1882. Han omgav det nye spir med fire mindre spir, lavet af kobber. Et af disse faldt ned under en orkan i 1999 og gik gennem taget og beskadigede korbåsene nedenfor.
- Skulptur og tourelles på nordvestfronten
- Ærkebiskopper og apostel på vestfronten
- En apostel på nordvestfronten
- En englemusiker på nordvestfronten

I det 13. århundrede blev fire mindre tårne, eller tourelles, med spir, tilføjet på toppen af støttepillerne, der blev bygget til at understøtte vestfronten, to på hver side af den centrale portal nedenfor. I det 14. århundrede blev der for at berige udsmykningen yderligere fastgjort tre gavle på vestfronten under hver af tourellerne. Gavlene var fyldt med skulptur; over nordportalen statuer af de første ærkebiskopper, apostle og helgener, og mod syd konger og profeter fra Det Gamle Testamente. De tilføjede endnu et lag til vestfrontens næsten utrolige kompleksitet. 

## Indre

### Plan
- Plan over katedralen (vestfacade og kirkeskib til venstre, tværskib, kor og apsis og Jomfru Maria Kapel til højre)
- Interiøret, set fra vest mod øst mod koret

### Skib og sidegange
- Kirkeskibet, sæt mod vestfronten
- Den sydlige sidegang

Sidegangene i Rouen er fjorten meter høje sammenlignet med otteogtyve meter høje hvælvinger i midterskibet. De høje vinduer i midterskibet ser ud over tagene på sideskibene og bringer mere lys til interiøret. 

### Transept
- Det nordre tværskibs indre væg med rosetvindue
- Lanternetårnets indre over tværskibet
- Det sydlige tværskibs indre væg med rosetvindue
- Trappe fra det 15. århundrede til middelalderbiblioteket i det nordvestlige hjørne af tværskibet

Tværskibet er usædvanligt stort og stærkt oplyst takket være de store rosetvinduer mod nord og syd og de store vinduer under dem i hver korsarms triforium. Ovenover er det indre af lanternetårnet synligt. Væggene på indersiden af nord- og sydfacaden er rigt dekoreret, sammensat af spidse stenbuer og skulptur i nicher og i de små kvadrillepaneler i sydkorsarmen. I det nordvestlige hjørne er en trappe fra 1471, som gav adgang til domkirkens bibliotek.

### Kor
- Koret med alteret i forgrunden
- Højalteret med statue af Kristus fra det 18. århundrede og knælende engle

Korets højde er anderledes end skibets, idet den er mere i højgotisk stil fra det 13. århundrede med tre niveauer. Arkadens søjler er cirkulære, kronet med kapitæler dekoreret med stiliseret løv og hæklinger. Over arkaden er triforium, eller lukket galleri, og derover de høje vinduer, som danner en halvcirkel. 
Korets centrum blev væsentligt renoveret før genåbningen i 1956 for at reparere skader påført under krigen. Højalteret blev tilføjet, toppet af en rokokostatue af Kristus fra det 18. århundrede lavet af forgyldt bly, samt to knælende engle fra 1766, som kom fra Saint-Vincent de Rouen-kirken, som var blevet ødelagt i 1944. Koret modtog også moderne lærreder af kunstneren Raymond Subes fra det 20. århundrede, en ny bispestol og et moderne nadverbord og prædikestol lavet af støbejern og forgyldt kobber.

### Korstole
- Korstole (15. årh.)
- Detalje af en misericordia på en korstol - en pengeveksler

Korstolene blev installeret mellem 1457 og 1470 af træmesteren Philipott Viart. De fleste originale korstole er stadig på plads, sammen med de udskårne dekorationer, kaldet misericordia, der illustrerer scener fra Bibelen, samt ordsprog, fabler og håndværkere på arbejde. Desværre blev de øverste korstole ødelagt under Den franske revolution.

### Grave over hertugerne af Normandiet
- Graven over Rollo, den første hertug af Normandiet (død 930)
- Grav med Richard Løvehjertes hjerte (død 1199)

De jordiske rester af fire hertuger af Normandiet er placeret i de simple grave med legemsfigurer på hver side af koret. Disse er gravene over Rollo, en viking og den første hertug af Normandiet; Vilhelm Langsværd, søn af Rollo (død 942); Henrik den Unge Konge (død 1183); og en grav med hjertet tilhørende Richard Løvehjerte, hertug af Normandiet og konge af England (død 1199). Rollos originale grav blev ødelagt under bombningen i 1944 og blev erstattet af en kopi af Henrik den Unge Konges grav lavet i det 19. århundrede. Resterne af Rollo og hans søn Vilhelm Langsværd blev overført fra den første katedral til den romanske katedral i 1063, kort efter den blev bygget, og derefter til den gotiske katedral, da den stod færdig.

### Sidekapeller
- Notre-Dame du Vœu statue af Félix Lecomte (1777) i Sainte-Marguerite-kapellet (sydsiden)
- Statue af Sankt Cecilie af Clodion(1777) i Saint-Nicolas-kapellet (nordsiden)
- Alter og i Saint-Etienne-de-la-Grande-Eglise-kapellet
- Malede træpaneler, der skildrer Sankt Brictius' liv i Sainte-Catherine-kapellet (1600-tallet)
- Alter og antependium i Sainte-Catherine-kapellet
- Altervæg i Saint Peter og Saint Paul-kapellet
- Altervæg i Chapelle des Fonts (17. årh.)

Mellem støttepillerne på skibets nord- og sydside er anbragt atten små kapeller. De er fyldt med kunst, skulpturer og glasmosaikker givet af velhavende donorer og byens lav. Nogle af kapellerne er meget simple, mens andre er udsmykket med malerier og skulpturer fra det 17. og 18. århundrede. Sainte-Catherine-kapellet er kendetegnet ved dets smukt udsmykkede paneler med scener fra Sankt Brictius' liv. Bombeangrebet på katedralen i 1944 ødelagde de andre fem kapeller i kirkeskibets sydlige del. Kun Sainte-Catherine-kapellet overlevede intakt.

### Apsis – Jomfruens kapel
I den østlige ende af katedralen ligger Jomfrukapellet, dedikeret til Jomfru Maria. Det blev opført af bygmester Jean Davi i årene efter 1302, da dyrkelsen af Jomfru Maria begyndte at spille en større rolle i kristen teologi og erstattede et mere beskedent tidligere kapel. I overensstemmelse med stilen i det 14. århundredes fylder vinduerne hele den øverste del af væggene, mens de nederste vægge er beklædt med kunstfærdige stavværk og skulpturer. Spor af forgyldning og pigment på væggene viser, at kapellet oprindeligt havde været farvestrålende udsmykket.
Det centrale træk ved kapellet er et enormt alter fra det 17. århundrede, som indrammer et maleri af Jomfru Maria med udskårne figurer. Kapellet indeholder også graven over kardinal Georges d'Amboise, hovedmanden bag den gotiske katedral, og hans nevø og efterfølger, kardinal Georges 2. d'Amboise. Den er placeret mod sydvæggen. Nevøen, Georges II, flyttede statuen af sin onkel til siden af graven og placerede sin egen i den centrale position. Baldakinen eller den øverste del af graven er overdådigt dekoreret med skulpturer af apostlene, i par, adskilt af sibyller og bibelske konger.

Den anden monumentale grav i kapellet er over Louis og Pierre de Brézés, udført mellem 1536 og 1541 i ren renæssancestil. Louis, der døde i 1531, var barnebarn af Pierre og var Senechal og guvernør i Normandiet. Hans hustru var Diane de Poitiers, som var kong Henrik 2. af Frankrigs elskerinde. Det var hende, der havde bestilt graven. Den er udført som en triumfbue, under hvilken Louis, i rustning og til hest, passerer i triumf. Han dukker igen op i bunden som et lig, næsten nøgen. Diane er afbildet ved siden af hans lig, knælende. Graven tilskrives den fremtrædende franske renæssancebilledhugger Jean Goujon, der i denne periode var aktiv som billedhugger for Henrik 2. 
- Graven over de to kardinaler d'Amboise
- Jomfruens kapel
- Louis og Pierre de Brézés grav
- Diane de Poitiers, knælende ved liget af ægtemanden, Louis de Brézé

## Glasmosaikker
En betydelig del af det originale glasmosaikker fra det 13. århundrede er stadig bevaret. De stammer fra omtrent samme tid som de tidlige vinduer i domkirken i Chartres og domkirken i Bourges.

### Rosetvinduer (15. årh.)
- Rosetvindue på biblioteksportalen, nordlige tværarm (1400-tallet)
- Detalje af rosen på biblioteksportalen (1400-tallet)

Nordportalens rosetvindue er det eneste store rosetvindue, der har overlevet i sin oprindelige form. Det blev lavet af Guillaume Nouel i slutningen af det 14. århundrede, og forestiller Kristus omgivet af evangelister, biskopper, konger og martyrer. 

### Moderne vinduer (20. århundrede)
Katedralen har en række moderne vinduer skabt i 1950'erne for at erstatte vinduer, som blev ødelagt under 2. Verdenskrigs bombardementer. De ligner i deres farver og tætheden af deres billedsprog de tidligere middelalder- og renæssancevinduer. Et eksempel findes i St. Leonard-kapellet. Andre slående eksempler er de tre Jeanne d'Arc-vinduer i Jeanne d'Arc-kapellet i det sydlige tværskib. Disse blev lavet i 1955-56.

## Klokker
Katedralen har 70 klokker lavet af Fonderie Paccard i Annecy. Der er 64 i Tour Saint-Romain og 6 i Smørtårnet. Tilsammen med en samlet vægt på 66 tons udgør de den tungeste gruppe af klokker i Frankrig.

## Store orgel
- Det store orgel
- Det store orgels udsmykning
- Skulptur på det store orgel
- Kerub på orgelpiben

Katedralen har haft et orgel siden 1380'erne. Et større nyt orgel blev bygget i begyndelsen af 1488 og placeret på indersiden af vestfacaden under rosetvinduet. Dette orgel blev beskadiget i orkanen i 1683, men blev taget i brug igen. Et mindre orgel var blevet installeret i koret i 1517, i midten af korskærmen, men blev fjernet under renæssancen. Nye orgler blev bygget af Merklin & Schütze (1858–60) og efter Anden Verdenskrig af Jacquot-Lavergne.

## Skatkammer
- Châsse des Saints-Pontiffs (1800-tallet)
- Detalje af Châsse des Saints-Pontiffs
- Ærkebiskoppens Capa Magna

Katedralens skatkammer lå oprindeligt i sakristiet og blev derefter flyttet til sit eget tårn ved Alban gårdspladsen på katedralens nordsiden. Den blev plyndret to gange. Først af protestanter i 1562, derefter under den franske revolution i 1791. De fleste af de originale genstande er gået tabt, med undtagelse af Chasse de Saint-Roman, men i det 19. århundrede blev der samlet en ny samling, erhvervet fra klostre, kirker og private samlinger. Bemærkelsesværdige genstande omfatter Châsse de Saint Roman, en miniature katedral udført i forgyldt kobber, med figurer af Kristus og apostlene (slutningen af det 13. århundrede); Châsse de Notre Dame, en mini-katedral af forgyldt bronze og emalje, viet til Jomfru Maria (1800-tallet); en monstrans fra det 15. århundrede, et kunstfærdigt miniaturetårn, der omfavner en krystalcylinder, der blev brugt til at holde hostien under nadveren; og to krone ostentoiren af (1777), et lignende kar for hostien, dekoreret med en forgyldt krone og lysstråler. Skatkammeret viser også nogle af de kunstfærdigt udførte ceremonielle dragter båret af ærkebiskopperne.

## Krypt
- Katedralens krypt
- Krypten, med fragmenter af romanske søjler

Krypten er fra det 11. århundrede og stammer fra den oprindelige romanske katedral og er placeret under den gotiske katedrals kor. Det er tilgængeligt gennem Saint Jeanne d'Arc-kapellet på korets sydside. Det blev udgravet mellem 1931 og 1934 og åbnede for besøgende i 1956. Den lå inden for fundamentet af den gamle katedral og består af en helligdom og et buet disambulatorium med tre små kapeller, med hvælvinger understøttet af to rækker søjler. Det originale gulv var lavet i et mønster lavet af lys sten og sort marmor.

## Katedralen i kunst og litteratur
De mest berømte malerier af katedralen blev udført af den impressionistiske kunstner Claude Monet, som producerede en række malerier af bygningen, der viser den samme scene på forskellige tidspunkter af dagen og under forskellige vejrforhold. To malerier er i National Gallery of Art i Washington, DC, et er i Getty Center i Los Angeles, et er i Serbiens Nationalmuseum i Beograd, et er på Clark Art Institute i Williamstown, Massachusetts, et er på et museum i Köln, et er på Rouens kunstmuseum, og fem er på Musée d'Orsay i Paris. Den anslåede værdi af et maleri er over 40 millioner dollars.
Andre malere inspireret af bygningen omfattede John Ruskin, der valgte den som et eksempel på god arkitektur i The Seven Lamps of Architecture, og Roy Lichtenstein, der producerede en serie billeder, der repræsenterer katedralens front. Mae Babitz, kendt for illustrationer af Watts Towers og viktorianske bygninger i Los Angeles, illustrerede katedralen i 1960'erne. Disse værker opbevares i UCLA-bibliotekets Special Collections.
I litteraturen var Gustave Flaubert inspireret af Skt. Julians farvede glasvinduer og relieffet af Salome, og baserede to af hans tre fortællinger på dem. Joris-Karl Huysmans skrev La Cathédrale, en roman baseret på en intensiv undersøgelse af bygningen. Willa Cather har placeret en nøglescene i hovedpersonen Claude Wheelers udvikling i One of Ours i katedralen.

## Begravelser
Katedralen huser en grav, der indeholder hjertet af Richard Løvehjerte. Hans indvolde blev sandsynligvis begravet i borgkirken i Châlus-Chabrol i Limousin. Det var fra murene på borgen i Châlus-Chabrol, at den armbrøst, der førte til hans død, blev affyret. Hans legeme blev begravet ved siden af hans far i Fontevraudklostret nær Chinon og Saumur, Frankrig. Richards gravmonument er på toppen af graven, og hans navn er indskrevet på latin på siden.
Katedralen indeholder også graven af Rollo (Hrólfr, Rou(f) eller Robert), en af Richards forfædre, grundlæggeren og den første hersker af vikingefyrstendømmet i det, der snart blev kendt som Normandiet.
Katedralen indeholdt den sorte marmorgrav over Johan Plantagenet eller Johan af Lancaster, hertug af Bedford, en af de engelske hærledere, der overså Jeanne d'Arcs retssag. Hans oprindelige grav blev ødelagt af calvinister i det 16. århundrede, men der er stadig en mindeplade.
Andre begravelser omfatter:
- Maurilius, normannisk ærkebiskop af Rouen (d. 1067)
- Poppa, hustru til Rollo af Normandiet og mor til hertug Vilhelm 1.
- Vilhelm 1., hertug af Normandiet (også kendt som Vilhelm Langsværd)
- Hugo af Amiens (d. 1164), først abbed i Reading Abbey og derefter ærkebiskop af Rouen
- Matilde af England (også kendt som kejserinde Matilda)
- Walter de Coutances, anglo-normannisk biskop af Lincoln og ærkebiskop af Rouen (d. 1207)
- Vilhelm af Anjou
- Arthur 1., hertug af Bretagne, en rival til kong Johan om Englands trone, er mindet i Rouen, da man sidst hørte om ham på Rouens Borg i 1203, seksten år gammel. Hans skæbne og begravelsessted er ukendt.
- Henrik den Unge Konge
- Georges d'Amboise
- Pierre de Brézé
- Louis de Brézé, seigneur d'Anet
- Gustave Maximilien Juste de Croÿ-Solre, en fransk kardinal, ærkebiskop af Rouen og medlem af Huset Croy (d. 1844)
- Pierre Petit de Julleville (d. 1947)
- Joseph-Marie Martin, fransk kardinal og ærkebiskop af Rouen (d. 1976)

## Dimensioner
| Dimensioner        |                                    |          |
| ------------------ | ---------------------------------- | -------- |
|                    | indvendig længde                   | 136,86 m |
|                    | udvendig længde                    | 144 m    |
|                    | højden på den nordlige krydsning   | 28 m     |
|                    | højden på den sydlige krydsning    | 28 m     |
| centralt spir      | spirets samlede højde              | 151 m    |
|                    | spirets vægt                       | 8.000 t  |
| kor                | korlængde                          | 34.30 m  |
|                    | korhøjde                           | 28 m     |
|                    | korets bredde                      | 12,68 m  |
| det krydsende tårn | højde på det krydsende tårn        | 51 m     |
| facade             | vestfacadens bredde                | 61,60 m  |
| kirkeskib          | skibets bredde                     | 24,20 m  |
|                    | skibets længde                     | 60 m     |
|                    | højden på hvælvinger i hovedgangen | 28 m     |
|                    | højde på hvælvinger i sidegang     | 14 m     |
|                    | midtergangens bredde               | 11.30 m  |
| Smørtårnet         | højde                              | 75 m     |
| Tour Saint-Romain  | højde                              | 82 m     |
| tværskib           | tværskibs bredde                   | 24,60 m  |
|                    | udvendig længde af tværskib        | 57 m     |
|                    | indvendig længde af tværskib       | 53,65 m  |

## Eksterne links
- Les Cloches de la Cathédrale de Rouen Arkiveret 27. november 2022 hos  Wayback Machine
- Officiel hjemmeside
- Rouen Seine dallens turistråds hjemmeside
- Virtuel rundvisning

49°26′25″N 1°05′42″Ø / 49.4402°N 1.095°Ø